# Helotium cruentatum
Helotium cruentatum är en svampart som beskrevs av P. Karst. 1871. Helotium cruentatum ingår i släktet Helotium och familjen Helotiaceae.   Inga underarter finns listade i Catalogue of Life.